# Gerhard Fiegl
Gerhard „Gerry“ Fiegl (* 23. Oktober 1988; † 26. Oktober 2015 am Nilgiri Süd, Nepal) war ein österreichischer Bergführer und Kletterer. Er zählte zu den besten Alpinisten Österreichs und schaffte 2015 die Erstdurchsteigung der 1500 m hohen Südwand des Nilgiri Süd, an der in den vergangenen Jahrzehnten mehrere Expeditionen gescheitert waren. Beim Abstieg verunglückte er tödlich.

## Biographie
Gerhard Fiegl besuchte die Volksschule Umhausen und das Gymnasium in Imst. Nach der HTL studierte er Meteorologie und machte die Ausbildung zum staatlich geprüften Berg- und Skiführer. Zudem war er Mitglied der Bergrettung und bildete sich zum Bergführerausbilder und Skilehrer weiter. 
Seit 2008 gehörte er zum AlpineXtrem Team des Bergsportartikelherstellers Salewa.

## Bergsteigen und Klettern
Er absolvierte zahlreiche Mixed- und Eiskletter-Touren, sowie Sportkletter- und Mehrseillängen-Routen höchster Schwierigkeiten unter anderem in Österreich, Schweiz, Deutschland, Italien, Frankreich, Türkei, Norwegen, England, Schweden, Spanien, Marokko, Australien, Neuseeland und den USA. Viele seiner Begehungen schaffte er im Stil Rotpunkt oder Onsight.
Zu seinen internationalen Highlights zählen „The Nose“ am El Capitan 2009, die „Heckmair-Route“ der Eiger-Nordwand 2010, Tasmaniens „Totem Pole“ 2012, der „Zentrale Frêneypfeiler“ am Mont Blanc 2013, sowie die Routen „Colton/MacIntyre“ 2014 und „Walkerpfeiler“ 2015 der Grandes Jorasses. An den Drei Zinnen kletterte er unter anderem 2008 „Perlen vor die Säue“ (9-, Onsight) und „Ötzi trifft Yeti“ (8+), sowie 2009 „ISO 2000“ (8+) und 2015 „Ohne Rauch stirbst du auch“ (8a, dritte Eintages-Rotpunktbegehung). Mit „Tension“ (M12+) 2010 und „Encore“ (M12/13) 2011 glückten ihm zudem zwei der schwierigsten Mixed-Routen Europas.
Drei seiner Erstbegehungen sind „Jabulani“ (7a+) an den Yellowwood Amphitheaters in Südafrika von 2010, „Coco Jambo“ (6c+) an der Marmolata-Südwand in Italien von 2011, sowie „Beauty and the Biest“ (7a+) am Gargoyle in Alaska von 2013. 
Auswahl weiterer Touren

### 2015
- „Wüstenblume“ (8+) Heiligkreuzkofel
- „Piz dla Dorada“ (9-) Dolomiten
- „Supernova“ (9+) Schüsselkarspitze
- „Waffenlos“ (9-) Cima Scotoni

### 2014
- „Heiße Liebe“ (9-) Schüsselkarspitze
- „Einsame Königin“ (8+) Hohe Munde
- „Vertical Tango“ (9-) Fleischbank
- „Diretissima Loss“ (8) Piccolo Dain

### 2012
- „Rondo Veneziano“ (9-), Civetta

### 2011
- „Potzblitz“ (8-) Fleischbank
- „Moulin Rouge“ (9-) Rotwand
- „Via Italia“ (9+) Piz Ciavazes
- „Ottovolante“ (8+) Brunecker Turm
- „Spaß 2000“ (8-) Fleischbank

### 2008
- „Wolfsfährte“ (9-) und „Menhir“ (8) Schüsselkarspitze
- „Via Italia“ (8a) Piz Ciavazes

### Erstbegehungen
- März 2015; „Elfenbein“ (M7/WI7-) Ötztal
- Dezember 2013; „Schwarze Wittwe“ (WI6/M5) Valsertal
- Februar 2013; „Zwei Welten“ (WI4/M8) Ötztal
- Dezember 2010; „Dripping Elegance“ (M10/WI5+) Ötztal
- Dezember 2010; „Pokerface“ (M7) Ötztal
- Januar 2010; „The Guillotine“ (WI6+/M7+) Ötztal

## Patagonien
Im Februar 2009 kletterte er erstmals mit Matthias Auer in Patagonien. Im Januar 2014 kam er mit Simon Gietl zurück in die Anden und bestieg am 10. Januar den Aguja Guillaumet und am 18. Januar den Aguja Standhardt. Nach diesen beiden Vorbereitungstouren bestiegen sie am 23. Januar in einer non stop Tour den Fitz Roy. 

## Himalaya
Am 5. Oktober 2015 brach Fiegl zusammen mit Hansjörg Auer und Alexander Blümel zum Nilgiri Süd (6839 m) nach Nepal auf. Dort gelang ihnen am 25. Oktober nach dreitägiger schwieriger Kletterei, die Erstbegehung der rund 1500 m hohen Südwand. Beim Abstieg stellten Auer und Blümel starke Erschöpfungserscheinungen bei Fiegl fest, weshalb die drei Bergsteiger einige hundert Meter unterhalb des Gipfels ein ungeplantes Biwak einrichteten. Aufgrund der Höhenlage und des starken Windes konnte keine Rettung durch einen Hubschrauber erfolgen. 
Nach der Biwaknacht setzten die Bergsteiger ihren Abstieg trotz großer Kälte und starkem Wind fort, wobei es Fiegl zu diesem Zeitpunkt bereits besser gegangen sein soll. Da ein Abstieg durch die Südwand als zu gefährlich eingeschätzt wurde, entschieden sich die Bergsteiger für eine Überschreitung des Nilgiri und Rückkehr zum Basislager über den leichteren Südwestgrat. Dort stürzte Fiegl jedoch am frühen Nachmittag mehrere hundert Meter ab. Laut Auer erfolgte Fiegls Absturz an einer vermeintlich leichten Stelle, wo die drei Kletterer seilfrei unterwegs waren.
Eine sofort eingeleitete Suchaktion wurde von schlechtem Wetter und starkem Schneefall behindert, sodass Suchflüge erst zwei Tage später durchgeführt werden konnten. Diese blieben jedoch erfolglos. Seine Leiche konnte nicht geborgen werden. 
Am 14. November nahmen seine Angehörigen und Freunde in einem Auferstehungsgottesdienst in Umhausen Abschied von Gerhard Fiegl.
| Personendaten    | Personendaten                             |
| ---------------- | ----------------------------------------- |
| NAME             | Fiegl, Gerhard                            |
| ALTERNATIVNAMEN  | Gerry (Spitzname)                         |
| KURZBESCHREIBUNG | österreichischer Bergführer und Kletterer |
| GEBURTSDATUM     | 23. Oktober 1988                          |
| STERBEDATUM      | 26. Oktober 2015                          |
| STERBEORT        | Nepal                                     |